# 银须草属
银须草属（学名：Aira）是禾本科下的一个属，为矮小、一年生草本植物。该属共有约9种，分布于南欧。

## 下属物种
- 银须草 Aira caryophyllea